# Dertiende maand
Een dertiende maand is een variatie op de eindejaarsbonus die in december wordt uitbetaald. Het is een jaarlijkse uitkering ter grootte van 1 maandsalaris, dat aan het einde van het arbeidsjaar wordt uitgekeerd. De 13de maand is ook bekend als eindejaarsuitkering.

## Nederland
Een 13e maand wordt op een andere manier belast voor de loonbelasting, namelijk tegen het zogenaamde bijzondere tarief. Hierdoor zal het netto minder opleveren dan een normaal maandsalaris. Via de inkomstenbelasting wordt eventueel te veel betaalde belasting weer verrekend.
Vaak is de dertiende maand in de cao geregeld, en niet afhankelijk van de resultaten van het bedrijf, zoals vaak wel bij een bonus het geval is. Wanneer een dertiende maand in een cao geregeld is, maakt dit deel uit van het overeengekomen salaris. Wanneer een dertiende maand niet bij cao of arbeidsovereenkomst is overeengekomen, dan maakt dit geen deel uit van het overeengekomen salaris, er worden dan ook bijvoorbeeld geen WW-rechten over opgebouwd.

## België
Bijna de helft van de werknemers krijgt een 13e maand. De dertiende maand is vaak deelbaar: wie in de loop van het jaar met werken begint heeft recht op een deel van de dertiende maand, en dit naar verhouding van het aantal gewerkte maanden. Dit geldt echter niet automatisch voor de dertiende maand bij het uittreden bij een bepaalde werkgever. De meeste arbeidscontracten kennen alleen een dertiende maand toe wanneer de werknemer bij vertrek minstens 5 jaar anciënniteit heeft.